# Biathlon-Weltmeisterschaften 2024/Athletenübersicht
Diese Übersicht listet alle in den verschiedenen Disziplinen gestarteten Teilnehmer an den Biathlon-Weltmeisterschaften 2024 auf, geordnet nach alphabetischer Reihenfolge der teilnehmenden Nationen. Manche Athleten wurden vom nationalen Verband zwar nominiert, bekamen aber keinen oder lediglich als Reserve einen Einsatz.

## Athleten nach Ländern

### Australien(AUS)
| Männer - Noah Bradford | Frauen - Darcie Morton |

### Belgien(BEL)
| Männer - César Beauvais - Florent Claude - Thierry Langer - Marek Mackels - Julien Petitjacques | Frauen - Eve Bouvard - Maya Cloetens - Marine Debloem - Lotte Lie |

### Bulgarien(BUL)
| Männer - Wladimir Iliew - Wassil Saschew - Anton Sinapow - Blagoj Todew - Konstantin Wassilew | Frauen - Lora Christowa - Walentina Dimitrowa - Stefani Jolowa - Marija Sdrawkowa |

### Dänemark(DEN)
| Männer - Jacob Weel Rosbo - Rasmus Schiellerup | Frauen |

### Deutschland(GER)
| Männer - Benedikt Doll - Philipp Horn - Johannes Kühn - Philipp Nawrath - Roman Rees - Justus Strelow | Frauen - Selina Grotian - Janina Hettich-Walz - Franziska Preuß - Johanna Puff - Sophia Schneider - Vanessa Voigt |

### Estland(EST)
| Männer - Jakob Kulbin - Raido Ränkel - Kristo Siimer - Rene Zahkna | Frauen - Regina Ermits - Hanna-Brita Kaasik - Susan Külm - Johanna Talihärm - Tuuli Tomingas |

### Finnland(FIN)
| Männer - Tuomas Harjula - Olli Hiidensalo - Otto Invenius - Heikki Laitinen - Jaakko Ranta - Tero Seppälä | Frauen - Noora Kaisa Keränen - Venla Lehtonen - Sonja Leinamo - Suvi Minkkinen - Darja Wirolainen |

### Frankreich(FRA)
| Männer - Fabien Claude - Quentin Fillon Maillet - Émilien Jacquelin - Oscar Lombardot - Éric Perrot | Frauen - Justine Braisaz-Bouchet - Sophie Chauveau - Gilonne Guigonnat - Lou Jeanmonnot - Jeanne Richard - Julia Simon |

### Griechenland(GRE)
| Männer - Apostolos Angelis - Nikolaos Tsourekas | Frauen - Konstantina Charalampidou |

### Grönland(GRL)
| Männer | Frauen - Ukaleq Slettemark |

### Italien(ITA)
| Männer - Didier Bionaz - Patrick Braunhofer - Tommaso Giacomel - Lukas Hofer - Elia Zeni | Frauen - Michela Carrara - Samuela Comola - Rebecca Passler - Lisa Vittozzi - Dorothea Wierer |

### Japan(JPN)
| Männer - Kiyomasa Ojima - Masaharu Yamamoto - Mikito Tachizaki | Frauen - Hikaru Fukuda - Aoi Sato |

### Kanada(CAN)
| Männer - Haldan Borglum - Christian Gow - Logan Pletz - Adam Runnalls | Frauen - Benita Peiffer - Emily Dickson - Emma Lunder - Nadia Moser |

### Kasachstan(KAZ)
| Männer - Nikita Akimow - Kirill Bauer - Ässet Düissenow - Wladislaw Kirejew - Alexander Muchin | Frauen - Polina Jegorowa - Olga Poltaranina - Alina Skripkina - Galina Wischnewskaja-Scheporenko |

### Kroatien(CRO)
| Männer - Krešimir Crnković | Frauen - Anika Kožica |

### Lettland(LAT)
| Männer - Renārs Birkentāls - Edgars Mise - Aleksandrs Patrijuks - Andrejs Rastorgujevs | Frauen - Baiba Bendika - Sandra Buliņa - Sanita Buliņa - Annija Sabule |

### Litauen(LTU)
| Männer - Maksim Fomin - Tomas Kaukėnas - Jokūbas Mačkinė - Vytautas Strolia | Frauen - Natalija Kočergina - Judita Traubaitė - Lidia Žurauskaitė |

### Mongolei(MGL)
| Männer - Enchsaichan Enchbat | Frauen |

### Norwegen(NOR)
| Männer - Johannes Thingnes Bø - Tarjei Bø - Johannes Dale-Skjevdal - Sturla Holm Lægreid - Endre Strømsheim - Vetle Sjåstad Christiansen | Frauen - Juni Arnekleiv - Karoline Offigstad Knotten - Marit Ishol Skogan - Ingrid Landmark Tandrevold - Ida Lien |

### Österreich(AUT)
| Männer - Simon Eder - Patrick Jakob - David Komatz - Felix Leitner - Magnus Oberhauser | Frauen - Anna Gandler - Lisa Hauser - Anna Juppe - Lea Rothschopf - Tamara Steiner |

### Polen(POL)
| Männer - Konrad Badacz - Jan Guńka - Kacper Guńka - Andrzej Nędza-Kubiniec - Marcin Zawół | Frauen - Kamila Cichoń - Daria Gembicka - Joanna Jakieła - Anna Mąka - Natalia Sidorowicz |

### Republik Moldau(MDA)
| Männer - Pawel Magasejew - Maxim Makarow - Andrei Ussow - Michail Ussow | Frauen - Alla Ghilenko - Aljona Makarowa - Alina Stremous |

### Rumänien(ROU)
| Männer - George Buta - George Colțea - Raul Flore - Cornel Puchianu - Dmitri Schamajew | Frauen - Andreea Mezdrea - Anastassija Tolmatschowa - Jelena Tschirkowa |

### Schweden(SWE)
| Männer - Viktor Brandt - Peppe Femling - Jesper Nelin - Martin Ponsiluoma - Sebastian Samuelsson | Frauen - Mona Brorsson - Anna Magnusson - Elvira Öberg - Hanna Öberg - Linn Persson |

### Schweiz(SUI)
| Männer - Joscha Burkhalter - Jeremy Finello - Niklas Hartweg - Gion Stalder - Sebastian Stalder | Frauen - Amy Baserga - Aita Gasparin - Elisa Gasparin - Lena Häcki-Groß - Lea Meier |

### Slowakei(SVK)
| Männer - Matej Badáň - Damián Cesnek - Matej Kazár - Tomáš Sklenárik | Frauen - Anastasiya Kuzmina - Júlia Machyniaková - Mária Remeňová - Zuzana Remeňová |

### Slowenien(SLO)
| Männer - Miha Dovžan - Jakov Fak - Lovro Planko - Matic Repnik - Anton Vidmar | Frauen - Polona Klemenčič - Živa Klemenčič - Anamarija Lampič - Lena Repinc - Kaja Zorč |

### Spanien(ESP)
| Männer - Roberto Piqueras | Frauen |

### Südkorea(KOR)
| Männer - Choi Du-jin - Timofei Lapschin - Alexander Starodubez - Kang Yoon-jae | Frauen - Jekaterina Awwakumowa - Ko Eun-jung - Jung Ju-mi - Choi Yoo-nah |

### Tschechien(CZE)
| Männer - Vítězslav Hornig - Michal Krčmář - Jonáš Mareček - Tomáš Mikyska - Jakub Štvrtecký | Frauen - Lucie Charvátová - Markéta Davidová - Jessica Jislová - Kristýna Otcovská - Tereza Voborníková |

### Ukraine(UKR)
| Männer - Anton Dudtschenko - Taras Lessjuk - Denys Nassyko - Dmytro Pidrutschnyj - Artem Pryma | Frauen - Julija Dschyma - Chrystyna Dmytrenko - Anna Krywonos - Anastassija Merkuschyna - Iryna Petrenko |

### Vereinigte Staaten(USA)
| Männer - Vincent Bonacci - Jake Brown - Sean Doherty - Maxime Germain - Campbell Wright | Frauen - Lina Farra - Jackie Garso - Tara Geraghty-Moats - Deedra Irwin - Chloe Levins |

### Vereinigtes Königreich(GBR)
| Männer - Marcus Bolin Webb | Frauen |

## Debütanten
Folgende Athleten nahmen zum ersten Mal an einem Wettkampf auf der höchsten Ebene des Sports teil. Dabei kann es sich sowohl um Individualrennen als auch um Staffelrennen handeln.
| Männer              | Frauen                    |
| ------------------- | ------------------------- |
| Noah Bradford       | Eve Bouvard               |
| Julien Petitjacques | Marine Debloem            |
| Jacob Weel Rosbo    | Stefani Jolowa            |
| Haldan Borglum      | Konstantina Charalampidou |
| Matej Badáň         | Lea Rothschopf            |